# Superioritat aèria

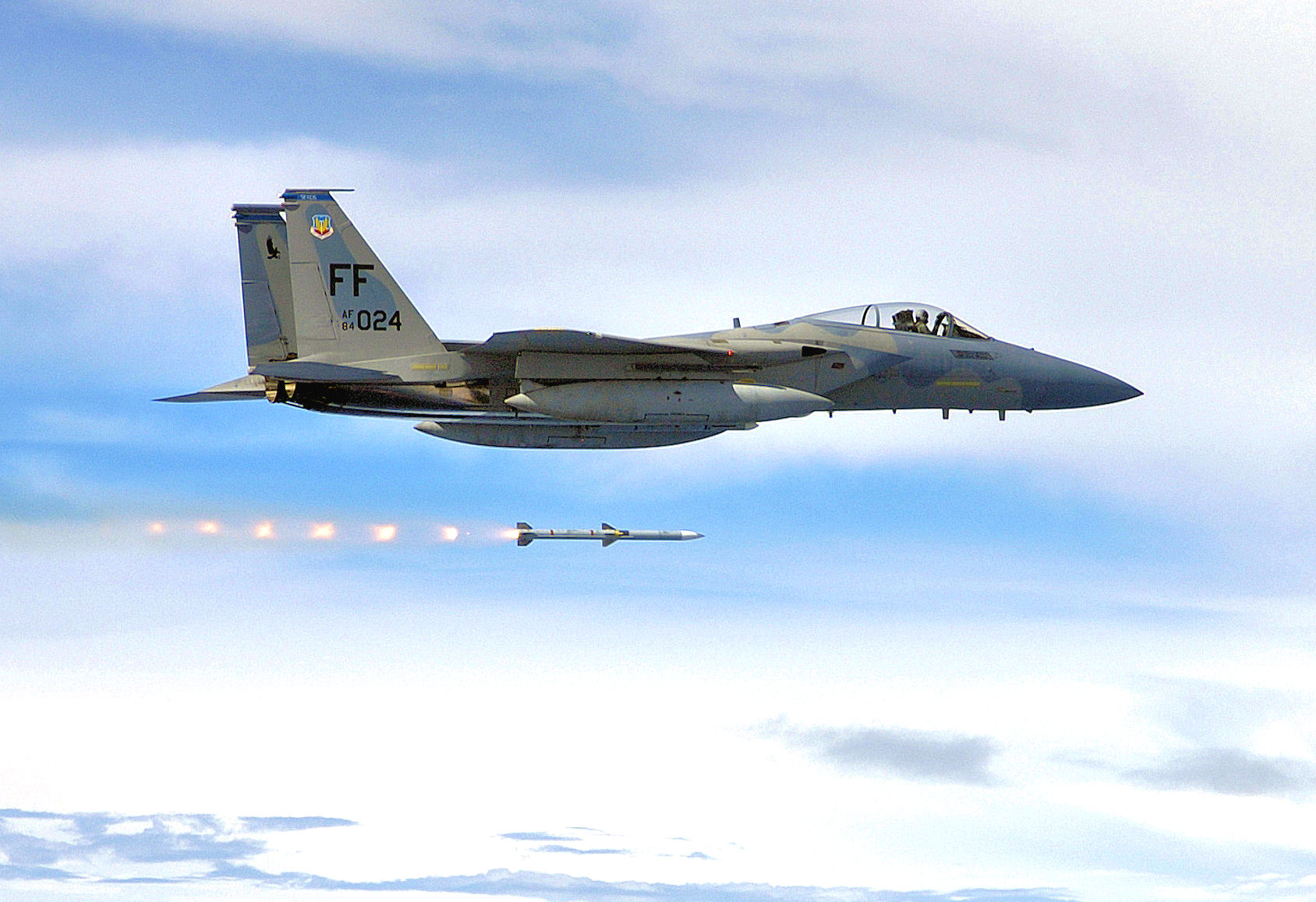
Un avió de combat de superioritat aèria F-15C Eagle de la Força Aèria dels Estats Units.

Superioritat aèria és el domini aeri d'un dels bàndols durant una campanya militar. Està definit en el glossari de definicions de l'OTAN com «grau de domini en una batalla aèria en el qual una de les forces controla'n una determina zona de tal manera que permet operacions en la terra, mar i aire sense cap tipus d'interferència per part de la força enemiga.»
La superioritat aèria és el segon dels tres graus de control que estipula l'OTAN; el més favorable és la supremacia aèria, caracteritzat per la privació de l'accés a l'aire a l'enemic. Per oposició, l'estat de «igualtat aèria» és el nivell més baix de control, en el qual únicament es domina la zona controlada pels efectius de l'exèrcit propi.

## Període d'entreguerres
Ja a començaments del segle XX el militar Giulio Douhet en el seu llibre The Command of the Air, va anunciar que el domini aeri seria la clau de les guerres en el futur. Aquesta sentència quedaria concretada tant a la Primera Guerra Mundial com a la Segona Guerra Mundial, conflictes bèl·lics en els que —en més petita mesura en la primera, i de manera determinant en la segona—, l'element aeri va desempenyorar un paper vital en les victòries de tots dos bàndols. A partir d'aquí tots els conflictes bèl·lics que van succeir als avantdits, van comptar amb la participació de la força aèria ——de vegades exclusivament.
Al 1925, la Royal Air Force (RAF) va provar la capacitat de la supremacia aèria en forma [aïllada d'altres formes de guerra durant la seva primera acció independent a Waziristan. L'operació, que més tard es coneixeria com la Guerra de Pink després que el comandant de Richard Pink fos a càrrec, va utilitzar només la guerra aèria en una combinació d'atac aeri i interferència aeri durant 54 dies per obligar les tribus militants a rendir-se. La campanya va tenir èxit en derrotar les tribus amb dues morts per la RAF, però els crítics contemporanis no estaven del tot convençuts del seu ús aïllat; El Comandant en cap General de l'exèrcit del Raj Britànic Claud Jacob va declarar «satisfactoris... han estat els resultats d'aquestes operacions, sóc de [la] opinió que una combinació de la terra i l'acció aèria hauria produït el resultat desitjat en un espai de temps més curt, i la pròxima vegada cal prendre mesures, confio que serà possible emprar les dues forces en combinació».

## Guerres de Corea i Vietnam
A la Guerra de Corea, el MiG-15 propulsat per un jet d'ala d'escombrada va superar ràpidament la superioritat inicial de les forces de les Nacions Unides. Estats Units va introduir el seu propi F-86 Sabre d'ala d'escombrada, que va reclamar proporcions de matança de fins a 10 a 1 contra els MiG.
A la dècada de 1950, la Marina dels Estats Units va encarregar al F-8 Crusader com seu lluitador de superioritat aèria. Aquest rol seria assumit pel F-4 Phantom, que va ser dissenyat com un interceptor. La Forces Aèries dels Estats Units d'Amèrica havia desenvolupat el F-100 i el F-104 com a lluitadors de superioritat aèria, i més tard va adoptar el F-4.
A la dècada de 1960, l'agilitat limitada dels lluitadors dels Estats Units en els combats aeris sobre Vietnam va portar a una reactivació dels caça de superioritat aèria, el que va conduir al desenvolupament de la «sèrie adolescent» F-14, F-15, F-16 i F / A- 18. Tots ells van fer de la maniobrabilitat de combat cos a cos una prioritat principal, i estaven equipats amb armes que no estaven presents en els primers Phantoms. Als F-14 y F-15 pesants se'ls va assignar la missió de superioritat aèria primària, a causa dels seus radars de més gran abast i capacitat per transportar més míssils de més gran abast que els caces lleugers.